# Ocean Futures Society
Ocean Futures Society est une association à but non lucratif américaine d'exploration océanographique et de protection de la nature fondée en 1999 par Jean-Michel Cousteau. 

## Historique
Fils aîné de Jacques-Yves Cousteau et Simone Melchior, né en 1938, Jean-Michel Cousteau effectue sa première plongée sous-marine en méditerranée avec son père et son frère cadet Philippe Cousteau à l'âge de 7 ans. Il passe sa vie avec eux à explorer les mers « en famille » à bord des navires Calypso et Alcyone. 
Son rêve est de construire des villes sous la mer, et il obtient un diplôme d'architecte en 1964 à Paris. Après la disparition de son frère dans un accident d'hydravion au Portugal en 1979 et de ses parents, et à la suite d'une décision de justice lui interdisant d'encourager la confusion entre ses propres activités et celles de Jacques-Yves Cousteau décédé en 1997 en utilisant son nom de famille, il fonde en 1999 sa propre association d'explorations océanographiques et de protection de la nature « Ocean Futures Society » aux États-Unis.

## Mission
"Ocean Futures Society" se donne pour mission d’explorer les océans de la planète et de sensibiliser l'humanité à la nécessité de protéger les mers et la nature pour sauvegarder la vie sur terre. 

## Quelques combats de "Ocean Futures Society"
- Le droit à l'eau pure pour tous les êtres humains.
- La protection des milieux marins littoraux, récifs coralliens...
- La protection des mammifères marins.
- Le développement durable et l'exploitation de la pêche industrielle.
- L'éducation écologique de l'humanité par des conférences, rencontres avec les dirigeants du monde, livres, films documentaires etc.

## Citations
- « Protéger les océans, c’est se protéger soi-même »